# Ford LTD (1973–1978)
Der Ford LTD der Modelljahre 1973 bis 1978 ist ein Full-Size-Pkw des US-amerikanischen Automobilherstellers Ford, der in verschiedenen Karosserieversionen und Ausstattungslinien angeboten und in sechs Jahren mehr als 2,28 Millionen Mal verkauft wurde. Die Autos dieser Jahre werden vielfach als dritte Generation von Fords LTD-Reihe angesehen. Der LTD war in dieser Zeit (abgesehen vom exklusiven Thunderbird) das Spitzenmodell und zugleich der größte und schwerste Pkw der Marke Ford. Bis 1974 war er das höherpreisige Schwestermodell des Ford Custom und des Ford Galaxie. Weitgehend baugleich, aber besser ausgestattet und teurer waren die Monterey- und Marquis-Reihen von Mercury. In technischer Hinsicht hat der LTD außerdem Bezüge zum zeitgenössischen Lincoln Continental. Die Kombiversionen des LTD tragen die Zusatzbezeichnung Country Squire.

## Entstehungsgeschichte
Der LTD gehörte zu Fords Full-Size-Familie, die die größte Pkw-Reihe im Programm der Marke Ford darstellte.

### Position in Fords Modellpalette

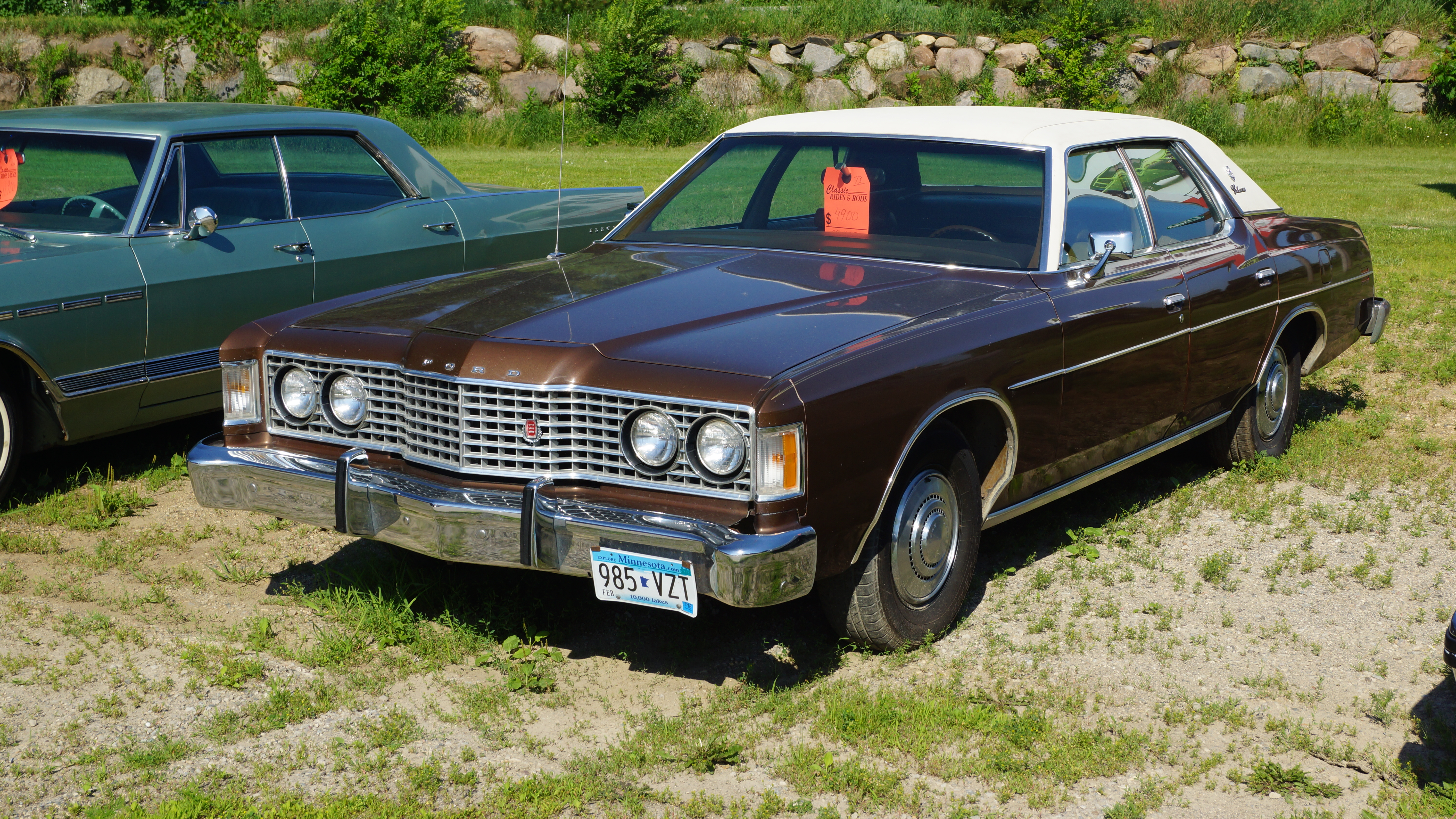
Schwestermodell: Ford Galaxie 500 (1973)

In den 1960er-Jahren bestand Fords Full-Size-Reihe aus den Modellen Custom und Galaxie, wobei der Custom das preiswerte Basismodell war. Ab 1965 war die Galaxie-Reihe auf Wunsch mit einem luxuriösen, als „LTD“ bezeichneten Ausstattungspaket erhältlich. 1967 wurde der LTD zu einem eigenständigen Modell, das oberhalb des Custom und des Galaxie positioniert war. Diese Dreigleisigkeit setzte das Unternehmen auch bei der 1969 eingeführten und bis 1972 produzierten neuen Full-Size-Generation fort.
Zum Modelljahr 1973 erhielten die Custom-, Galaxie- und LTD-Modelle bei unveränderter Technik neue Karosserien. Zwei Jahre standen die drei bekannten Reihen nebeneinander im Programm; danach strukturierte Ford seine Full-Size-Palette neu: Vor Beginn des Modelljahrs 1975 wurde der Galaxie eingestellt, und der Custom wurde künftig nur noch an Flottenkunden wie Behörden, Taxiunternehmen und Autovermieter abgegeben. Damit war ab 1975 der LTD der einzige für Privatkunden angebotene Full-Size-Ford.

### Wirtschaftliches und politisches Umfeld
In die Produktionszeit dieser LTD-Generation fallen tiefgreifende regulatorische Maßnahmen der US-amerikanischen Behörden, die sowohl Reaktionen auf steigende Rohstoffpreise infolge der Ersten Ölkrise 1973 waren als auch veränderte Vorstellungen zum Umweltschutz und zur Fahrzeugsicherheit aufnahmen. Konkret waren das unter anderem gesetzliche Bestimmungen zur Begrenzung des Flottenverbrauchs, die 1975 unter der Bezeichnung Corporate Average Fuel Economy (CAFE) in Kraft traten und die US-amerikanischen Hersteller zwangen, Maßnahmen zur Senkung des Treibstoffverbrauchs ihrer Fahrzeuge zu ergreifen. Hinzu kam die im Januar 1973 aus Umweltschutzgründen angeordnete zwingende Verwendung von Abgaskatalysatoren für alle ab 1975 neu zugelassenen Autos, die die Anpassung der Motoren an bleifreies Benzin erforderte.
In der Konsequenz waren die Hersteller gezwungen, in jedem Marktsegment kleinere, leichtere und damit verbrauchsgünstigere Fahrzeuge zu entwickeln. Ford ging diesen Schritt zögerlicher an als der Konkurrent General Motors. Der ehemalige Ford-Manager Lee Iacocca begründete das mit einer Realitätsverweigerung und vermutete als Hintergrund eine grundsätzliche Aversion des Konzernleiters Henry Ford II gegen kleinere Autos. Der Ford-Konzern begann vergleichsweise spät, für die Full-Size-Fahrzeuge eine kleinere, Panther genannte Plattform zu entwickeln. Sie erschien erst zum Modelljahr 1979, d. h. ein Jahr nach verkleinerten Full-Size-Cars von General Motors. Bis dahin blieb der LTD in seiner 1973 eingeführten Form im Programm und war zuletzt einer der größten Pkw aus US-amerikanischer Fertigung.

## Modellbeschreibung

### Chassis und Fahrwerk

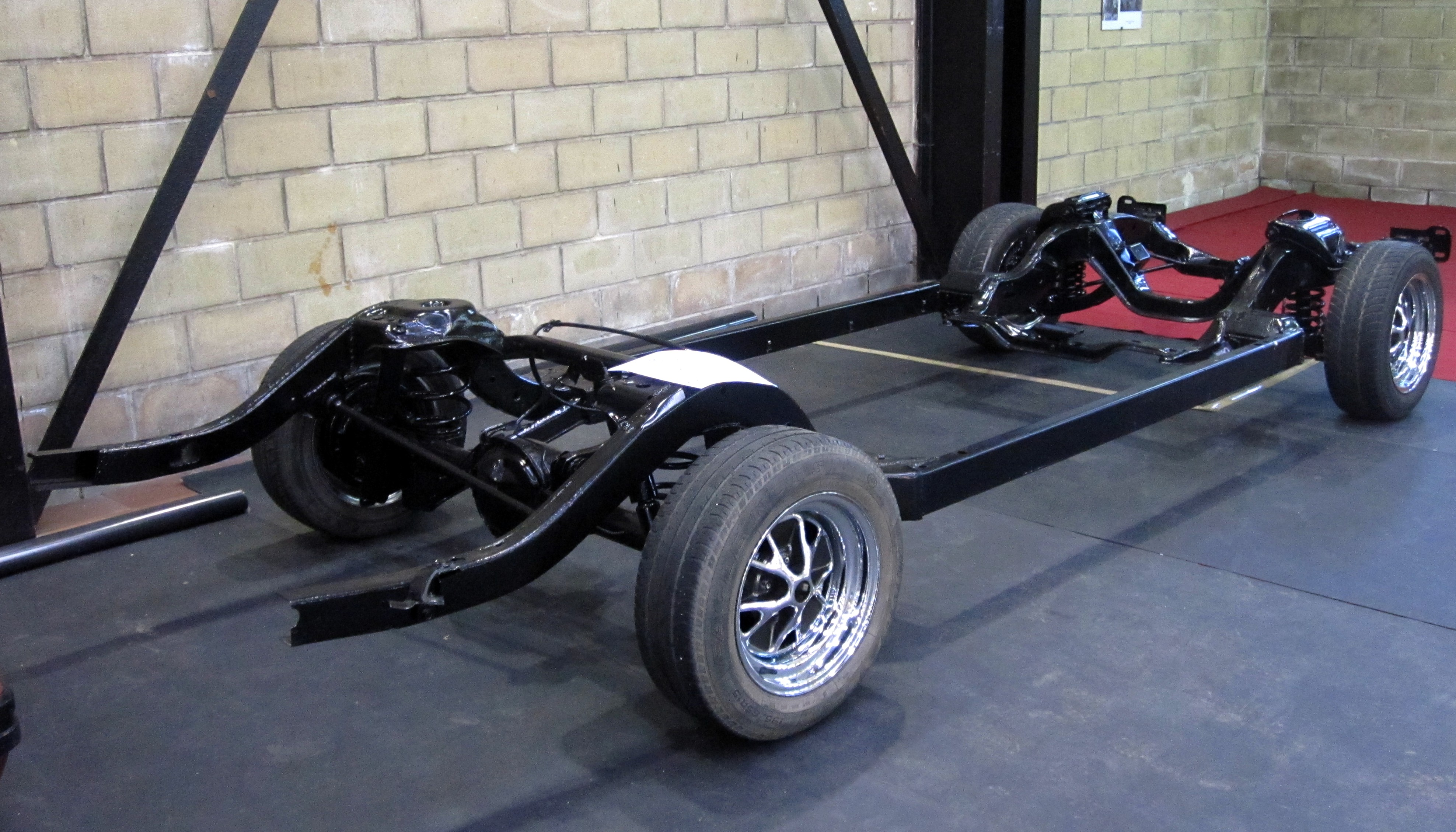
Chassis eines Ford LTD (1973)

Der Ford LTD hat einen separaten Rahmen mit aufgesetzter Karosserie. Der Radstand der ab 1973 gebauten LTD-Reihe entspricht der der 1969 eingeführten zweiten Generation. Technisch stimmen Rahmen und Fahrwerk des Ford LTD mit denen der zeitgenössischen Full-Size-Mercurys überein, allerdings ist der Radstand der zwei- und viertürigen Mercurys 76 mm länger als der des Ford. Auch der nochmal längere Lincoln Continental hat dieses Fahrgestell.
Die Vorderräder sind einzeln aufgehängt, hinten ist es eine Starrachse. An allen vier Rädern sind Schraubenfedern eingebaut. Vorn kommen serienmäßig Scheibenbremsen zum Einsatz, hinten Trommelbremsen. Eine Servolenkung gehörte zur Serienausstattung.

### Karosserie
Die Ford LTD der Modelljahre 1973 bis 1978 haben Stahlblechkarosserien, die auf das Fahrgestell aufgesetzt wurden.
Die Karosserie entspricht weitestgehend der der zeitgenössischen Mercury-Marquis-Modelle; lediglich die Front- und Heckmasken weichen voneinander ab. Der ab 1973 produzierte Aufbau ist länger, breiter und schwerer als die bis 1972 gebaute Form. Alle Ausführungen haben eine breite Kühlermaske und doppelte Rundscheinwerfer, die bei den höherwertigen Ausstattungsvarianten einzelner Jahrgänge hinter Abdeckungen verborgen sind. Die Neugestaltung der Karosserie fiel zeitlich mit der Einführung breiterer Stoßfänger zusammen: Mit Blick auf einen Frontalaufprall waren ab 1973 für alle neu hergestellten Autos vorne Sicherheitsstoßfänger vorgeschrieben, die bei einem Aufprall mit einer Geschwindigkeit von bis zu fünf Meilen pro Stunde (etwa 8 km/h) Karosserieschäden verhindern sollten. Im Jahr darauf wurde diese Vorschrift auch auf die hinteren Stoßstangen ausgeweitet. Die neue LTD-Karosserie nahm diese Vorgaben ab 1973 auf.
In dieser Zeit waren folgende Karosserievarianten erhältlich:
- zweitürige Hardtop-Coupés ohne B-Säule mit breiter C-Säule (1973 und 1974)
- zweitürige Pillared-Hardtop-Coupés mit B-Säule (1975 bis 1978)
- viertürige Hardtop-Sedans ohne B-Säule (1973 und 1974)
- viertürige Pillared-Hardtop-Sedans mit B-Säule (1973 bis 1978)
- viertürige Kombis mit Heckklappe (1973 bis 1978)

### Motorisierungen und Kraftübertragung
Die Ford LTD dieser Generation waren ausschließlich mit Achtzylinder-V-Ottomotoren erhältlich. Basismotorisierung war wie bei der vorangegangenen Generation ein Motor mit 5752 cm³ Hubraum; darüber rangierte eine stärkere, 6555 cm³ große Variante. Die bis 1972 außerdem lieferbaren Motoren mit 6,4 und 7,0 Liter Hubraum entfielen; stattdessen führte Ford 1973 einen 7538 cm³ großen Achtzylinder-V-Motor als Spitzenmotorisierung ein, der vorher den großen Lincoln-Modellen vorbehalten gewesen war.
Wie die unmittelbaren Konkurrenten erreichte auch Ford die jährlich strenger werdenden Grenzwerte für Verbrauch und Schadstoffausstoß vor allem durch eine Senkung der Motorleistung. Verbreitete Maßnahmen waren die Herabsetzung des Verdichtungsverhältnisses und der Verzicht auf bis dahin verbreitete Doppel- oder Vierfachvergaser.
Alle Varianten des LTD waren serienmäßig mit einer Dreistufenautomatik ausgestattet.
| Übersicht über die Motorisierungen                              |      |      |      |      |      |      |      |      |      |      |      |      |      |      |      |
| Achtzylinder-V-Ottomotoren                                      |      |      |      |      |      |      |      |      |      |      |      |      |      |      |      |
| Hubraum (cui)                                                   | 351  | 351  | 351  | 351  | 400  | 400  | 400  | 400  | 400  | 400  | 400  | 460  | 460  | 460  | 460  |
| Hubraum (cm³)                                                   | 5752 | 5752 | 5752 | 5752 | 6555 | 6555 | 6555 | 6555 | 6555 | 6555 | 6555 | 7538 | 7538 | 7538 | 7538 |
| SAE-PS (netto)                                                  | 144  | 153  | 158  | 162  | 144  | 166  | 168  | 170  | 172  | 173  | 180  | 197  | 202  | 216  | 220  |
| 1973                                                            | –    | –    | S    | –    | –    | –    | O    | –    | –    | –    | –    | –    | O    | –    | –    |
| 1974                                                            | –    | –    | –    | S    | –    | –    | –    | O    | –    | –    | –    | –    | –    | –    | O    |
| 1975                                                            | –    | –    | –    | –    | S    | –    | –    | –    | O    | –    | –    | –    | –    | O    | –    |
| 1976                                                            | –    | S    | –    | –    | –    | –    | –    | –    | –    | –    | O    | –    | O    | –    | –    |
| 1977                                                            | –    | –    | S    | –    | –    | –    | –    | –    | –    | O    | –    | O    | –    | –    | –    |
| 1978                                                            | S    | –    | –    | –    | –    | O    | –    | –    | –    | –    | –    | –    | O    | –    | –    |
| S = Serienausstattung; O = aufpreispflichtige Wunschausstattung |      |      |      |      |      |      |      |      |      |      |      |      |      |      |      |

### Abmessungen und Gewichte
Im Laufe der sechsjährigen Produktionszeit wuchs die Außenlänge des LTD von 5585 mm um mehr als 100 mm auf zuletzt 5692 mm. Im letzten Modelljahr gehörte der LTD zu den größten Serien-Pkw aus US-amerikanischer Herstellung; länger waren nur der LTD-Zwilling Mercury Marquis, der zeitgenössische Lincoln Continental und die Full-Size-Modelle des Chrysler-Konzerns (Newport und New Yorker).
Die nachstehenden Angaben zum Leergewicht beziehen sich auf den LTD mit Stufenheck und vier Türen. Das Leergewicht der zweitürigen Versionen liegt auf annähernd gleichem Niveau, die Kombis der Country-Squire-Reihe sind etwa 400 kg schwerer. Angegeben sind die Daten für die Basisversion und Basismotorisierung. Durch aufpreispflichtige Ausstattungsdetails und stärkere Motoren kann das Leergewicht um mehrere 100 kg steigen.
| Ford LTD 4 Door Sedan |            |             |                  |
| Modelljahr            | Länge (mm) | Breite (mm) | Leergewicht (kg) |
| 1973                  | 5585       | 2019        | 1862             |
| 1974                  | 5652       | 2019        | 1933             |
| 1975                  | 5687       | 2019        | 1999             |
| 1976                  | 5687       | 2019        | 1951             |
| 1977                  | 5692       | 2019        | 1923             |
| 1978                  | 5692       | 2019        | 1828             |

## Ausstattungslinien
Anfänglich war der LTD in einer Basisversion sowie als Ford LTD Brougham erhältlich, der besser ausgestattet und etwa 120 US-$ teurer als der Basis-LTD war. Mit der Einstellung des Ford Custom und des Ford Galaxie nach Ablauf des Modelljahrs 1974 war der LTD das einzige Full-Size-Modell der Marke Ford. Daraufhin fächerte Ford die LTD-Reihe bis 1976 in drei und danach in zwei verschiedene Linien auf:

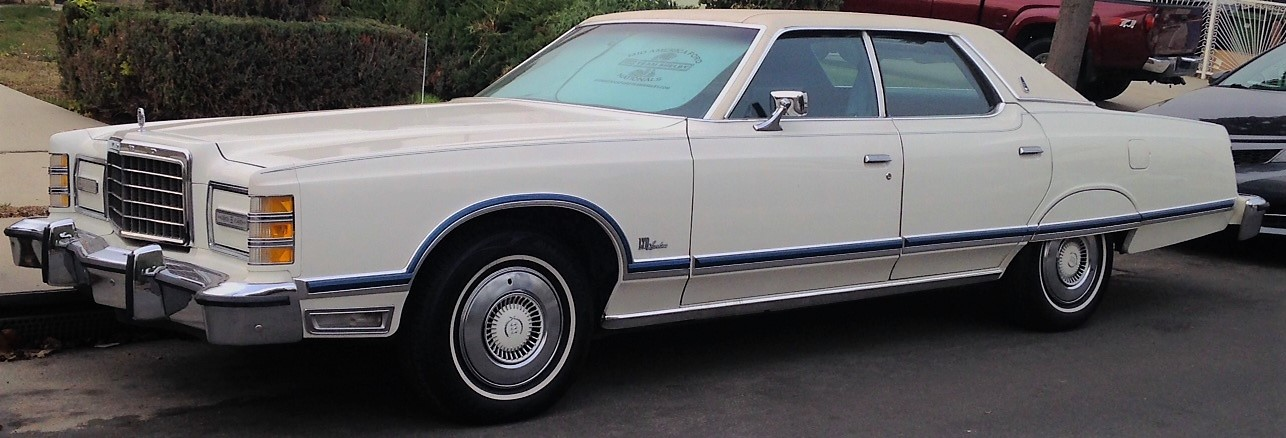
Spitzenmodell von Fords Full-Size-Reihe ab 1975: der LTD Landau

- Von 1975 bis 1978 war der einfache LTD (ohne Zusatzbezeichnung) das Basismodell; er trat an die Stelle des Ford Custom.

- Der LTD Brougham war die mittlere Linie; er ersetzte den Ford Galaxie. Er blieb bis 1976 im Programm; danach wurde der Brougham eingestellt.

- Als neues Spitzenmodell wurde 1975 der Ford LTD Landau eingeführt. Der Landau hat in Wagenfarbe lackierte Klappen vor den Scheinwerfern und gegen Aufpreis auch Teilabdeckungen über den Hinterrädern. Der Landau blieb bis 1978 im Programm.

## LTD Country Squire

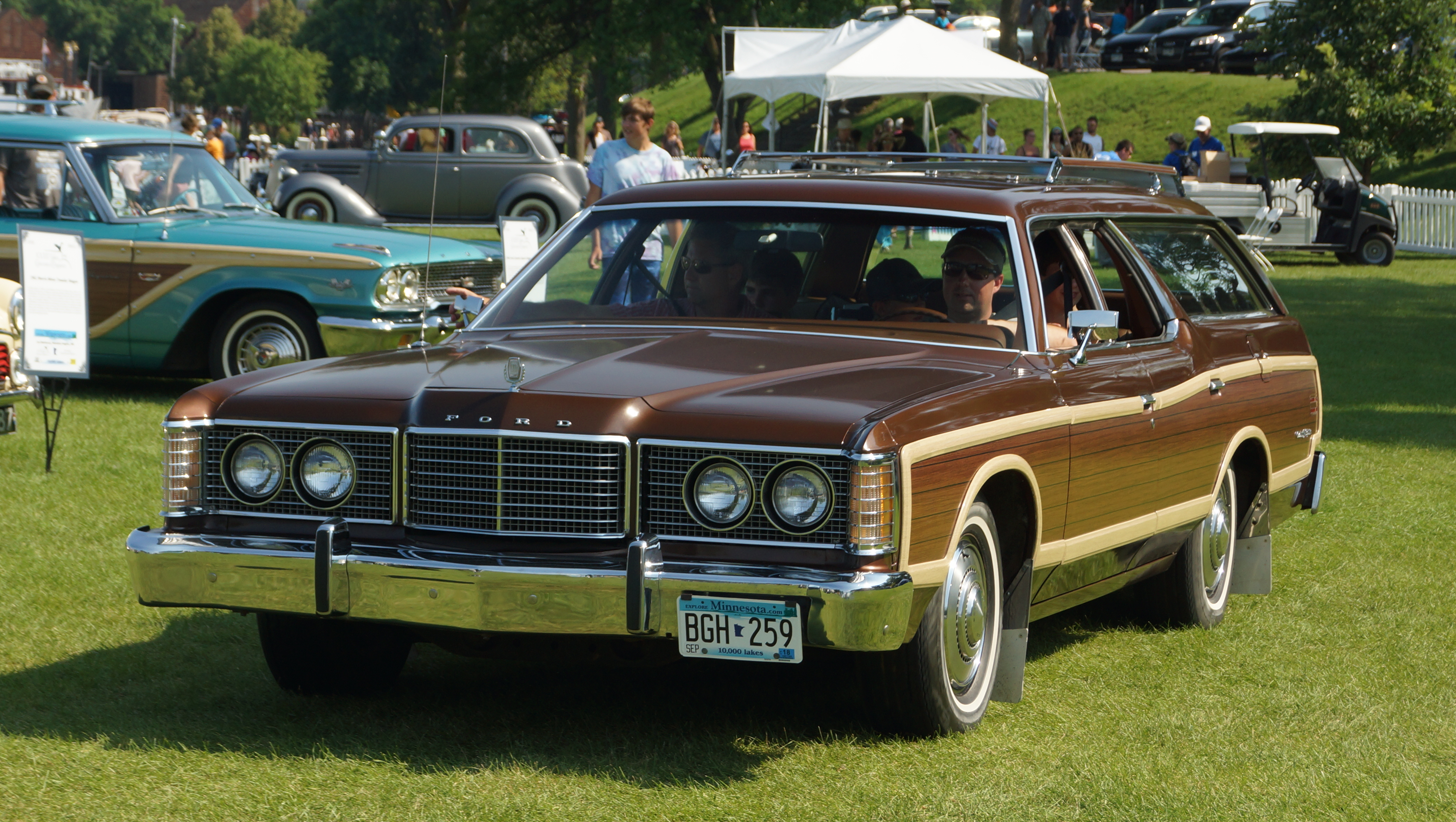
Ford LTD Country Squire (1974)

Bis 1968 waren die Ford Custom, Galaxie und LTD nur als zwei- und viertürige Stufenheckfahrzeuge und als zweitürige Cabriolets erhältlich. Die Kombimodelle der Full-Size-Reihe bildeten eine formal eigenständige Modellreihe, auch wenn sie – abgesehen von der Heckpartie – technisch und stilistisch weitgehend mit den Stufenhecklimousinen der Full-Size-Reihe übereinstimmten. Mit der Einführung der neuen Full-Size-Reihe zum Modelljahr 1969 verloren die Kombis ihre formale Eigenständigkeit. Ford ordnete sie den Modellreihen Custom, Galaxie und LTD zu. Die Verkaufsbezeichnungen lauteten danach Custom Ranch Wagon, Galaxie Country Sedan und LTD Country Squire. Ab 1974 war nur noch der LTD Country Squire im Programm.
Der LTD Country Squire war jeweils die teuerste und am besten ausgestattete Variante der großen Kombis. Er wurde  wie die Stufenheckversionen des LTD ausschließlich mit Achtzylinder-V-Motoren gebaut. Als Standardmotorisierung waren stärkere Varianten vorgesehen, die bei den Stufenheck-LTDs jeweils nur auf Wunsch und gegen Aufpreis erhältlich waren.

## Die einzelnen Modelljahre

### 1973

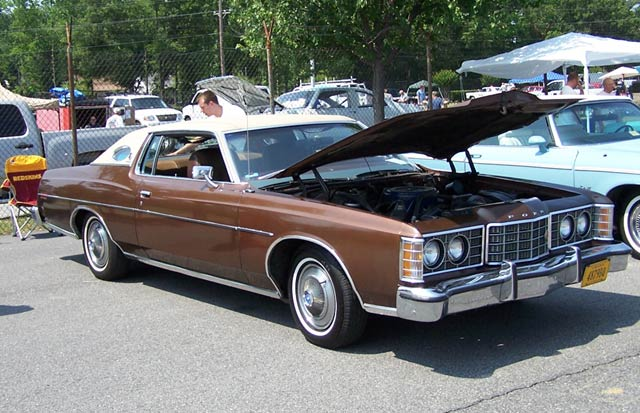
Ford LTD Hardtop Coupé mit Opera Window

Zum Modelljahr 1973 erschien die LTD-Reihe (ebenso wie der Galaxie und der Custom) mit einer neuen längeren und schwereren Karosserie. Zur Auswahl standen ein zweitüriges Hardtop Coupé ohne B-Säule, viertürige Limousinen mit und ohne B-Säule sowie die Kombis der Country-Squire-Reihe. Ein Cabriolet gab es nicht mehr. Basismotorisierung war nach wie vor ein 5,8 Liter großer Achtzylinder-V-Motor, der nun 158 SAE-PS leistete. Der bislang als Spitzenmotorisierung angebotene V8-Motor mit 7030 cm³ Hubraum entfiel. Neu ins Programm kam stattdessen ein Achtzylindermotor mit 7538 cm³ Hubraum und einer Leistung von 202 SAE-PS. Die Listenpreise stiegen im Vergleich zum Vorjahr um etwa 100 US-$. Insgesamt baute Ford im Modelljahr 1973 fast 556.000 LTDs. Die erfolgreichsten Versionen waren der Country Squire mit drei Sitzreihen (142.933 Autos) und der viertürige LTD Sedan mit B-Säule (122.851 Exemplare).

### 1974

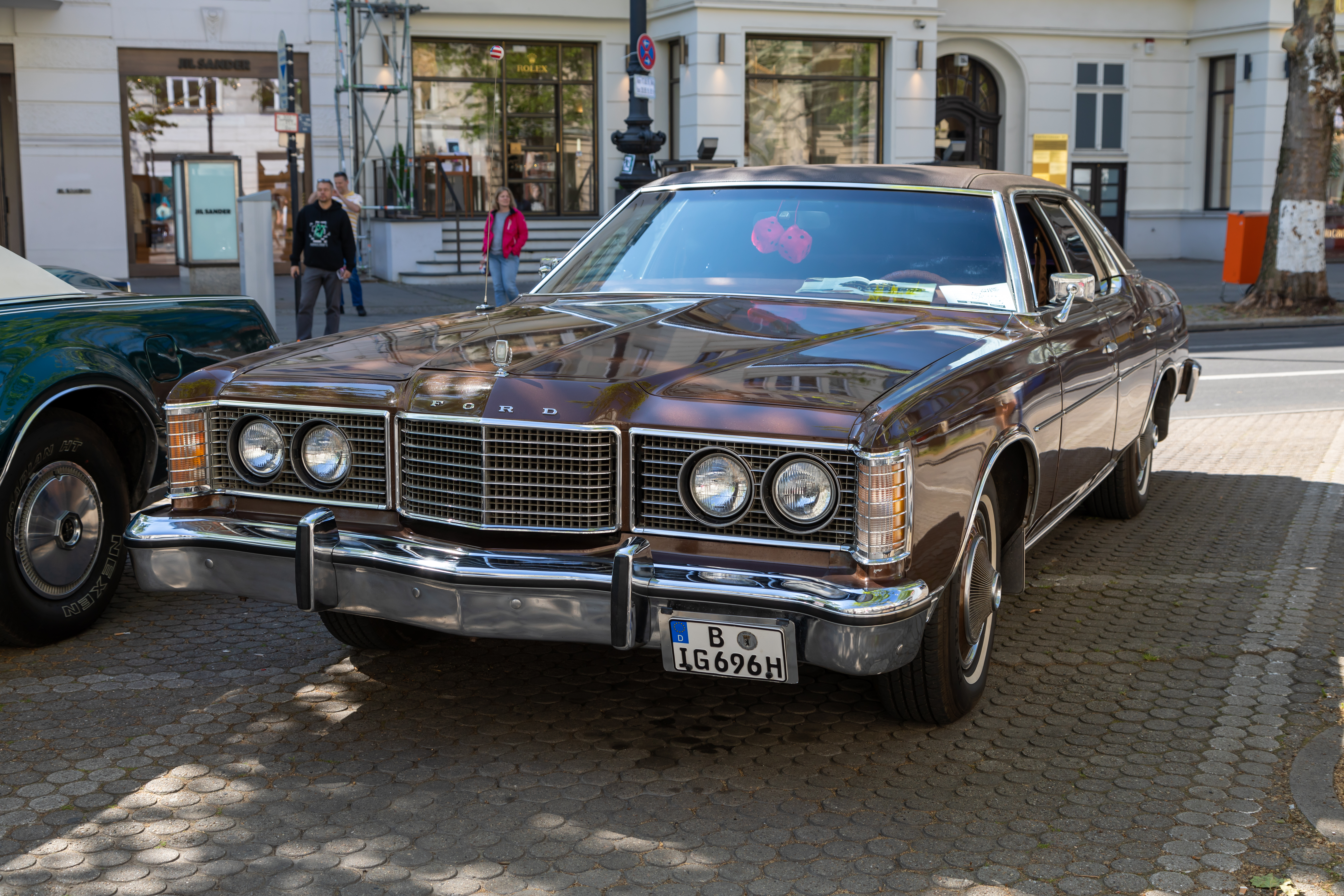
Ford LTD Pillared Hardtop Sedan

Im Modelljahr 1974 gab es, abgesehen von Stylingdetails wie neuen Gittern der Kühlerverkleidung, kaum Änderungen. 1974 war das letzte Jahr, in dem der Galaxie parallel zum LTD angeboten wurde und in dem das Basismodell Custom für Individualkäufer erhältlich war. Die Listenpreise stiegen gegenüber 1973 um etwa 300 US-$.
In diesem Jahr machten sich die Auswirkungen der Ersten Ölpreiskrise deutlich bemerkbar: Benzin war nicht mehr uneingeschränkt verfügbar. Daraus resultierte ein starker Anstieg der Treibstoffpreise, die den Betrieb großer, schwerer Autos unwirtschaftlich machten. Wie bei anderen Full-Size-Modellen kam es auch beim Ford LTD zu einem massiven Absatzeinbruch: Die Verkäufe des LTD gingen um mehr als 45 Prozent zurück. Ford setzte im Modelljahr 1974 nur noch insgesamt 302.627 Autos der LTD-Reihe ab. Darüber hinaus entstanden annähernd 94.000 Galaxies.

### 1975

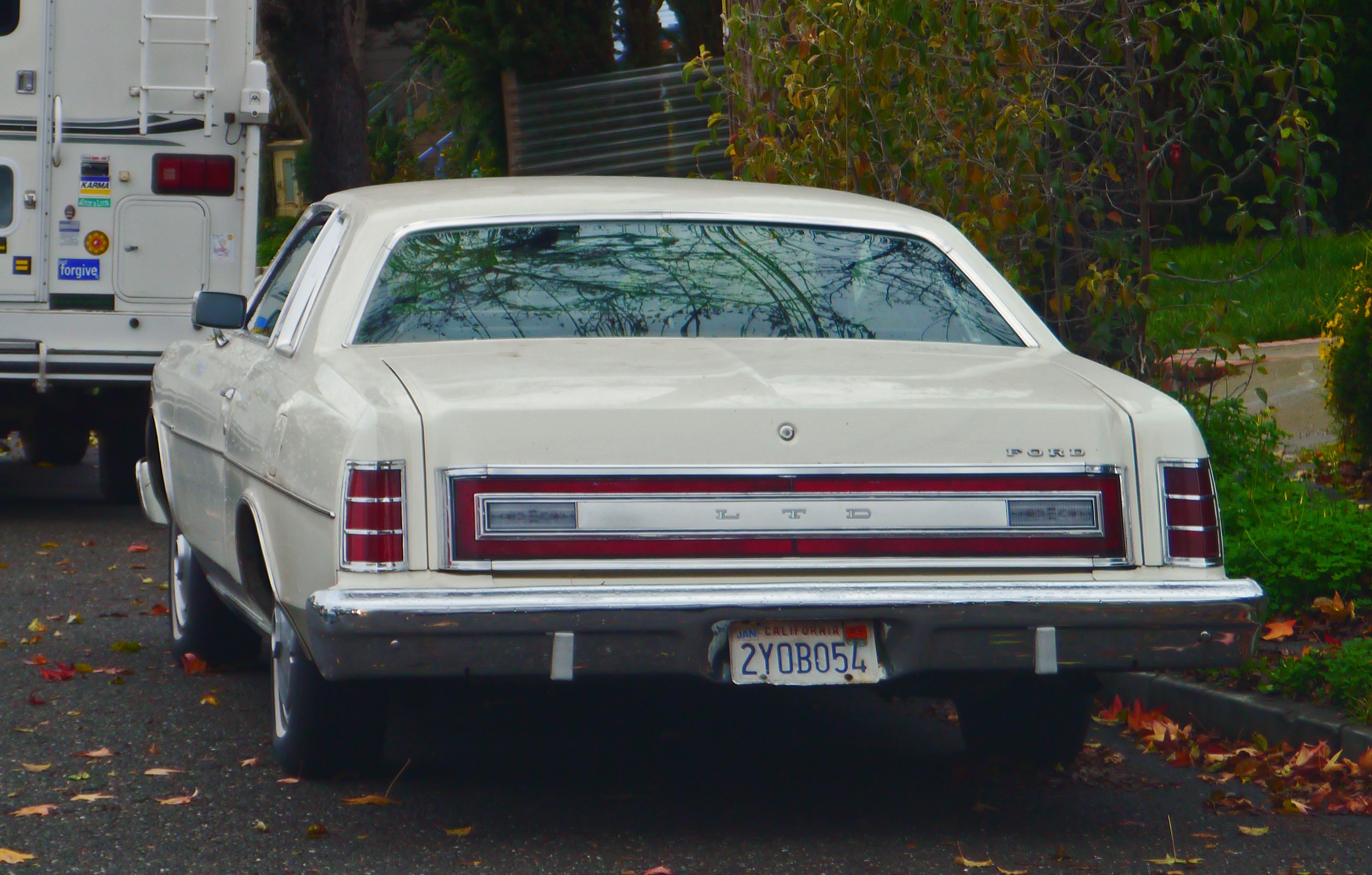
Ford LTD Pillared Hardtop Coupé

Im Modelljahr 1975 entfielen der Galaxie und der Custom, sodass der LTD nun das alleinige Full-Size-Modell der Marke Ford war. Er war in drei Ausstattungsstufen erhältlich: als Basisversion, als mittlere, Brougham genannte Linie sowie in der neu eingeführten Spitzenversion Landau. Der viertürige Hardtop Sedan und das zweitürige Hardtop Coupé ohne B-Säule entfielen. Stattdessen brachte Ford ein zweitüriges Coupé mit Mittelsäule heraus, das als Pillared Hardtop Coupé bezeichnet wurde. Alle LTD-Varianten erhielten eine neu gestaltete Heckpartie, bei der die bisherigen waagerechten Rückleuchten durch schmale, senkrecht angeordnete Einheiten in den Kotflügelenden ersetzt wurden; außerdem gab es ein schmales, über die ganze Wagenbreite reichendes Dekorband, in das die Rückfahrscheinwerfer eingelassen waren. Diese Gestaltung wurde bis zur Einstellung des LTD Ende 1978 beibehalten. In diesem Jahr stieg das Leergewicht der LTD auf etwa 2,0 Tonnen.
Der Absatz des LTD lag annähernd auf dem Niveau des Vorjahres. 1975 stellte Ford, alle Varianten zusammengenommen, 310.057 LTDs her. Da aber anders als 1974 keine Galaxies mehr parallel zum LTD angeboten wurden, bedeutete dies für den Absatz der Full-Size-Fords insgesamt im Vergleich zum Vorjahr einen Rückgang um fast 25 Prozent.

### 1976

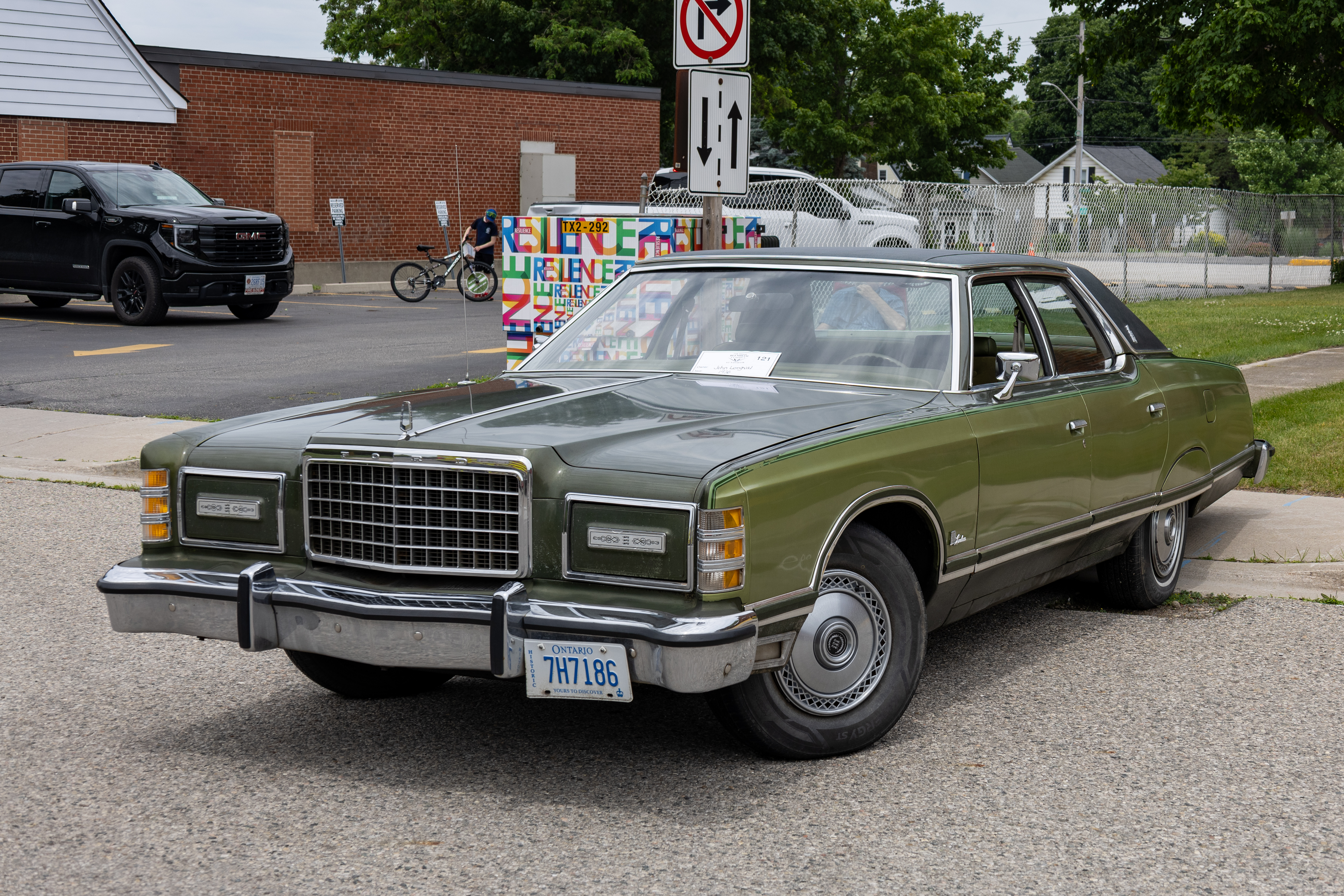
Ford LTD Landau Pillared Hardtop Sedan

Im Modelljahr 1976 gab es nur geringfügige stilistische Veränderungen. Der LTD Brougham ging in sein letztes Modelljahr. Ford begann, durch kleine technische Änderungen das Leergewicht der großen Autos zu reduzieren; die 1976er LTD waren etwa 50 kg leichter als die Modelle des Vorjahrs. Als Basismotorisierung kehrte der 5,8 Liter große Achtzylinder-V-Motor zurück, der nun 153 SAE-PS leistete und vergleichsweise schwache Fahrleistungen ermöglichte: Für die Beschleunigung von 0 auf 96 km/h benötigte das Auto 13,9 Sekunden, und seine Höchstgeschwindigkeit wurde mit 170 km/h angegeben. Gegen Aufpreis gab es den 6,6-Liter-Motor mit 180 SAE-PS und den großen 7,5-Liter-Block, der 202 SAE-PS leistete. Preiserhöhungen gab es im Vergleich zum Vorjahr nicht.
Ford produzierte 1976 insgesamt 367.744 Autos der LTD-Reihe, wobei der viertürige Sedan mit 108.166 Exemplaren das erfolgreichste Einzelmodell war.

### 1977

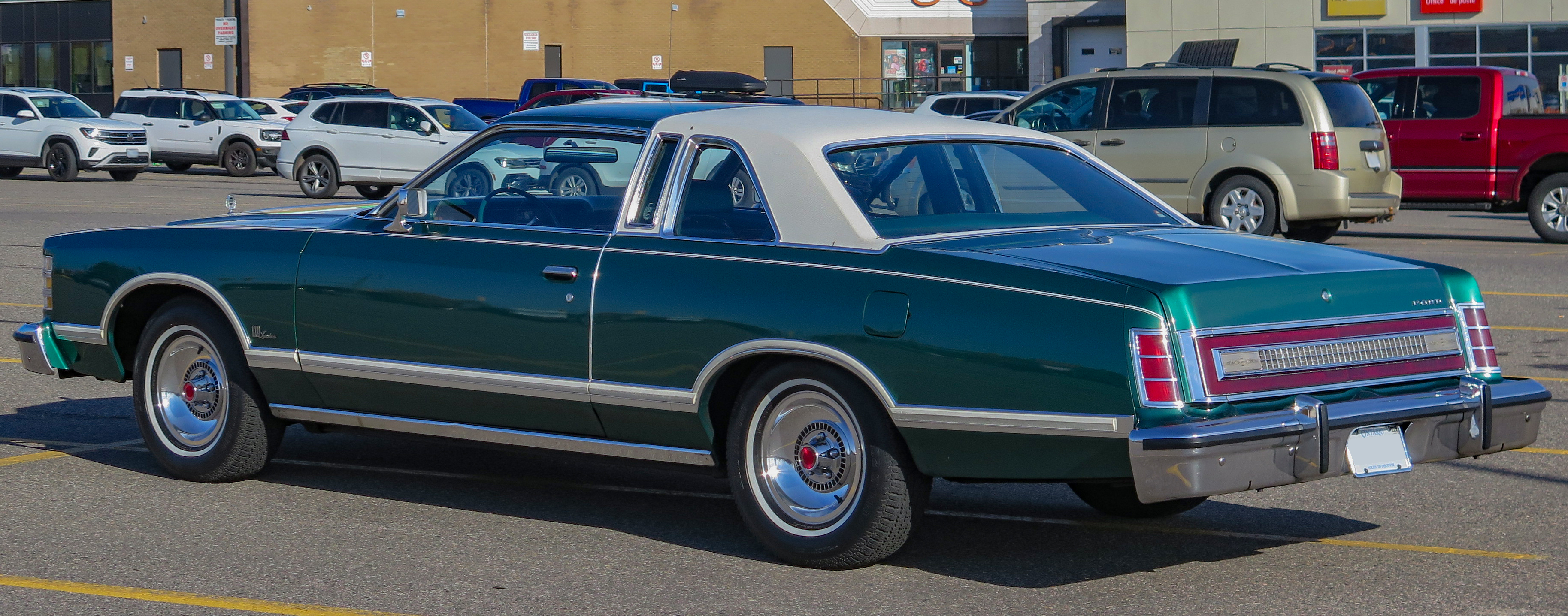
Ford LTD Landau Pillared Hardtop Coupé

Im Modelljahr 1977 bestand die LTD-Palette nur noch aus dem Basis-LTD und dem hochwertig ausgestatteten LTD Landau. Die Preisstruktur wurde dabei neu gestaltet. Ford hob den Listenpreis des einfachen LTD auf das Niveau des bisherigen, mittlerweile entfallenen LTD Brougham an. Dadurch reduzierte sich die Differenz zwischen dem einfachen LTD und dem Landau: Hatte sie im vergangenen Jahr noch mehr als 700 US-$ betragen, waren es nun nur noch 500 US-$. Die LTD Landau verkauften sich wesentlich schlechter als die einfachen LTD: Auf 160.255 viertürige LTD Sedan kamen nur 65.000 LTD Landau Sedan. Insgesamt baute Ford in diesem Jahr mehr als 434.000 LTDs. Einige Quellen begründen den Anstieg gegenüber dem Vorjahr mit dem Wunsch konservativer Käufer, vor Einführung der kommenden, kleineren LTD-Generation noch einmal ein Full-Size-Auto in traditioneller Größe zu kaufen.

### 1978

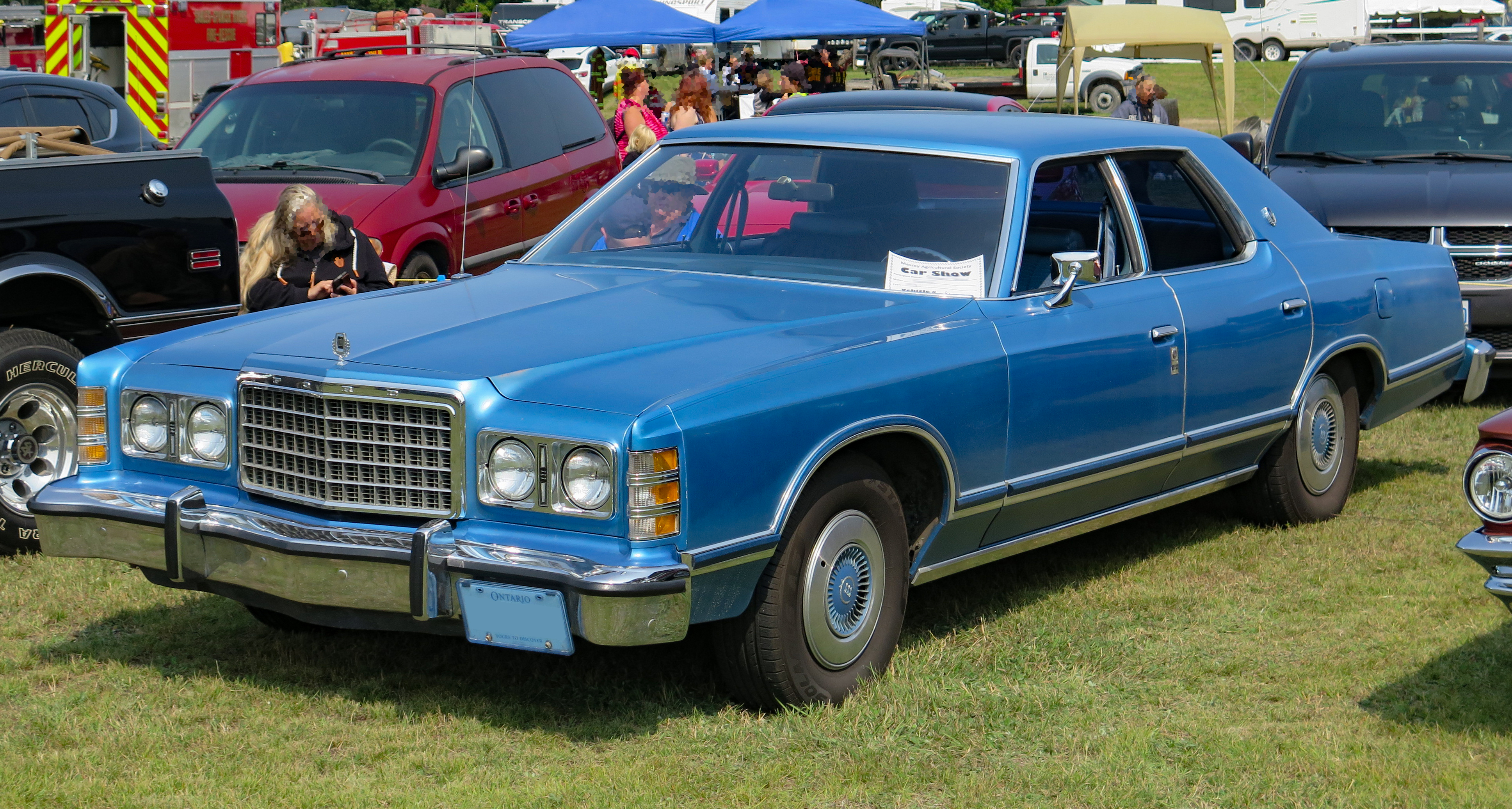
Ford LTD Pillared Hardtop Sedan

Im letzten Modelljahr gab es nahezu keine Veränderungen mehr. Die Motorleistung sank auf 144 SAE-PS beim 5,8-Liter-Motor bzw. 166 SAE-PS beim 6,6-Liter-Motor; die Leistung des Big-Block-Motors blieb bei 202 SAE-PS. Die Produktion ging auf etwa 308.000 Autos zurück.

## Produktion
Die Produktion des Ford LTD verteilte sich auf fünf verschiedene Standorte in den USA sowie auf einen in Kanada. In sechs Jahren entstanden, alle Karosserieversionen zusammengenommen, fast 2,28 Mio. LTDs.
| Produktionszahlen |                |               |                        |               |         |         |         |
| Karosserieform    | Karosserieform | Hardtop Coupé | Pillared Hardtop Coupé | Hardtop Sedan | Sedan   | Kombi   | Summe   |
| Modelljahr        | 1973           | 189.765       |                        | 51.474        | 172.404 | 142.933 | 556.576 |
| Modelljahr        | 1974           | 112.380       |                        | 23.746        | 102.454 | 64.047  | 302.627 |
| Modelljahr        | 1975           |               | 98.356                 |               | 147.215 | 64.486  | 310.057 |
| Modelljahr        | 1976           |               | 113.380                |               | 176.748 | 77.616  | 367.744 |
| Modelljahr        | 1977           |               | 118.033                |               | 225.285 | 90.711  | 434.029 |
| Modelljahr        | 1978           |               | 84.771                 |               | 152.228 | 71.285  | 308.284 |